# 上松川駅
上松川駅（かみまつかわえき）は、福島県福島市南沢又字上並松にある福島交通飯坂線の駅。

## 歴史
- 1964年（昭和39年）1月10日：開業。

## 駅構造

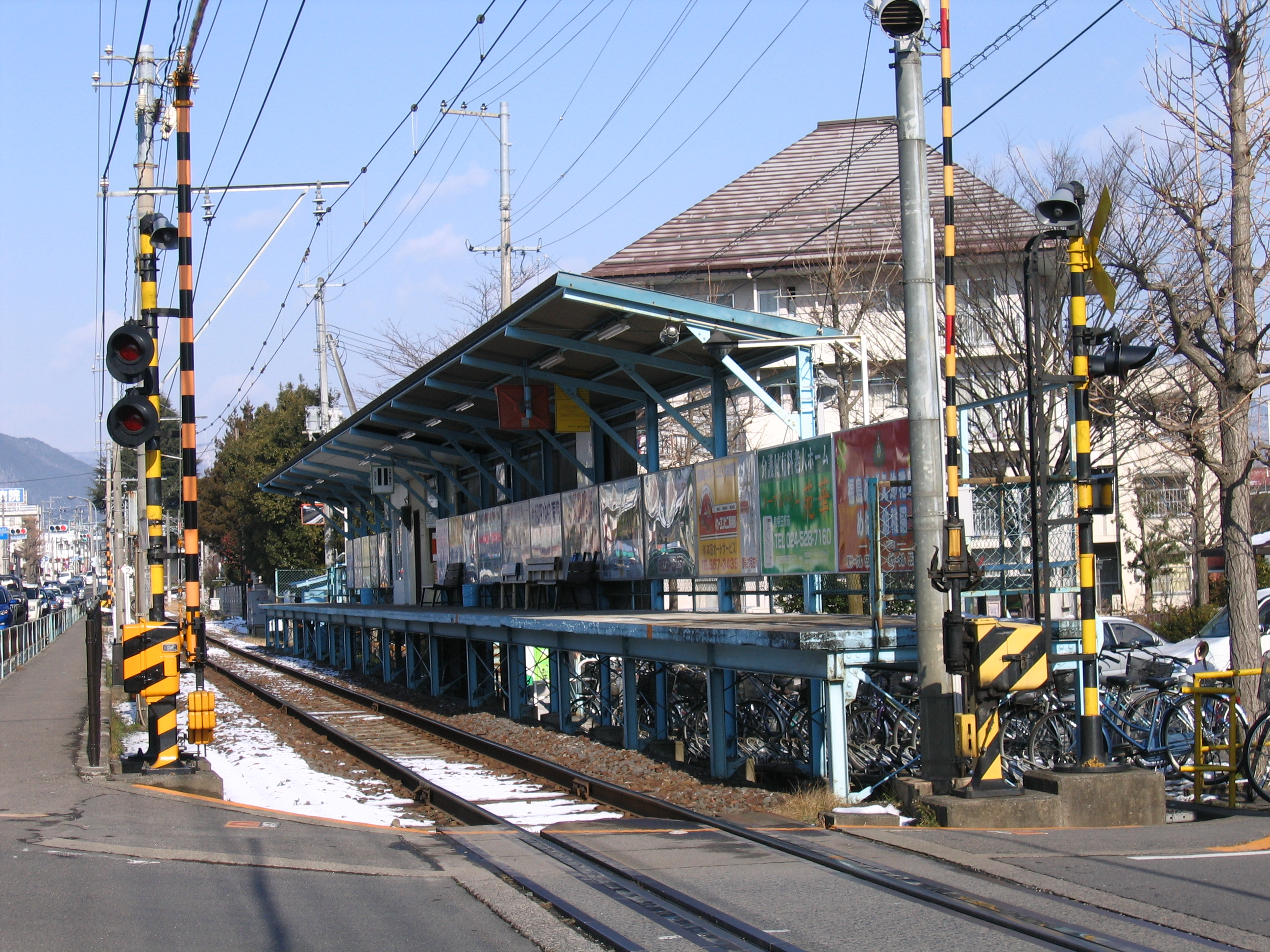
ホーム（2007年2月）

単式ホーム1面1線の地上駅である。3両編成の列車は、9ドアのうち福島方の2ドアの開閉を行わない。
当駅は平日朝と夕方及び休日の日中に駅員が配置される。構内には窓口（駅員配置時間帯のみ営業）、自動券売機（1台）、NORUCA専用簡易改札機、自動販売機（飲料）、待合室がある。

## 利用状況
2010年度の乗車人員は364人であった。近年の1日平均乗降・乗車人員は以下の通り。
| 年度   | 1日平均 乗車人員 | 1日平均 乗降人員 |
| ------ | ---------------- | ---------------- |
| 2010年 | 364              |                  |
| 2011年 |                  | 534              |
| 2012年 |                  | 602              |
| 2013年 |                  | 620              |
| 2014年 |                  | 697              |
| 2015年 |                  | 622              |
| 2016年 |                  | 698              |
| 2017年 |                  | 704              |
| 2018年 |                  | 691              |

## 駅周辺
- 県営上並松団地
- 福島第一病院 - 最寄り駅の1つ[4]。
- めばえ幼稚園（北サークル）
- 福島県道3号福島飯坂線
- 福島県道312号折戸笹谷線
- 北沢又郵便局
- 福島交通「上松川」停留所

## 隣の駅
福島交通
■飯坂線
泉駅 - 上松川駅 - 笹谷駅